# Parafia Maryi Królowej w Poznaniu
Parafia pw. Maryi Królowej w Poznaniu – parafia rzymskokatolicka w archidiecezji poznańskiej w dekanacie Poznań-Stare Miasto. Erygowana w 1993 jako ośrodek duszpasterski, rok później jako właściwa parafia. Siedziba parafii mieści się przy Rynku Wildeckim.

## Terytorium
Do parafii przynależą katolicy zamieszkujący obszar północnej części dzielnicy Wilda.
- Poznań – ulice: 28 Czerwca 1956 r. (nr. 113–129a), Bergera, Czajcza, Czarnieckiego, Dolina, Dolna Wilda (nr. 30a–64), Górna Wilda (nr. parzyste 86–106, nr. nieparzyste 91–109), Kilińskiego, Krzyżowa, Łęgi Jana Pawła II, Magazynowa, Niedziałkowskiego (nr 20), Poplińskich, Powstańcza, Prądzyńskiego (nr. 10–14a i 54–57), Przemysłowa, Przy Dolinie, Robocza (nr. 1–21), Różana (nr. 12–15), Rynek Wildecki, Sikorskiego, Spychalskiego (nr. 1–32a), Świętego Czesława, Świętego Jerzego, Wierzbięcice, Wujka, Żelazka, Żupańskiego.

## Miejsca kultu
- Kościół Maryi Królowej w Poznaniu – kościół parafialny
- Kapliczki przydrożne na Wildzie w Poznaniu